# Bradysia bispina
Bradysia bispina är en tvåvingeart som först beskrevs av Fisher 1938.  Bradysia bispina ingår i släktet Bradysia och familjen sorgmyggor.
Artens utbredningsområde är Michigan. Inga underarter finns listade i Catalogue of Life.